# Estadio Shahid Raisi
El Estadio Shahid Raisi (Persa: ورزشگاه شهید رئیسی) es un estadio de fútbol de la ciudad de Kermán, Irán. Se inauguró en 2024 y tiene capacidad para 30.000 espectadores. El estadio lleva el nombre del Presidente iraní Ebrahim Raisi. Las instalaciones están albergadas por el Mes Kerman Football Club.
La construcción de un nuevo estadio de fútbol en Kermán ya estaba prevista a principios del siglo XXI. En 2004, representantes del Mes Kerman FC realizaron una gira por Europa para familiarizarse con los estadios de aquel continente. El entonces recinto del Atlético de Madrid, el desaparecido Estadio Vicente Calderón, se consideró el modelo más adecuado a seguir.
Las obras comenzaron en 2006, pero el proyecto tropezó con enormes problemas y, en lugar de los 18 meses anunciados, el estadio tardó 18 años en construirse. Finalmente, la instalación se inauguró oficialmente el 24 de junio de 2024 y el primer partido se jugó allí el 6 de diciembre de 2024.
La inauguración del estadio tuvo lugar poco después del accidente de helicóptero en el que murió, entre otros, el presidente iraní Ebrahim Raisi. Se decidió bautizar el nuevo estadio de Kermán con su nombre.